# Stefan Janković
Stefan Janković (in serbo Стефан Јанковић?; Belgrado, 4 agosto 1993) è un cestista serbo con cittadinanza canadese.

## Palmarès
- Campionato serbo: 1

Stella Rossa Belgrado: 2017-18
- Coppa di Serbia: 1

Partizan Belgrado: 2019
- Coppa di Bielorussia: 1

Cmoki Minsk: 2021